# Thorstein Helstad
Thorstein Helstad (Hamar, 1977. április 28. –) norvég válogatott labdarúgócsatár.

## Pályafutása
Helstad Hamar városában született, pályafutását a helyi FL Fartban kezdte, 16 évesen kettőt vágott a Løtennek, amivel a csapat bebiztosította a negyedosztályba való feljutást. 18 évesen igazolt a szintén helyi másodosztályú HamKamba, ahol 1995 és 1997 között játszott. Az 1998-as szezon előtt igazolt az élvonalbeli Brannba. A csapat egyik legnagyobb sztárja lett, a Tippeligaen gólkirálya lett 2000-ben és 2001-ben, 2000-ben elnyerte a legjobb csatárnak járó Kniksenprisent. Az Austria Wien Raymond Kvisvikkel együtt vásárolta meg, ahol megnyerte az osztrák Bundesligát, az osztrák kupát és az osztrák szuperkupát is. Ausztriában 69 meccsen 14 gólt lőtt, Norvégiába visszatérve négyéves szerződést kötött a Rosenborggal.
Az edző Steffen Iversent preferálta, Helstad nem tudott magának csatárként helyet kiharcolni magának, viszont a 4-3-3-as rendszerben gyakran volt szélső.
58 meccsen 24 góllal a háta mögött 2006 júniusában visszatért Brannba. Mivel a szezon közepén igazolt át, megkapta a Rosenborg aranyérmét és a Brann ezüstjét is.
2008 júliusában a Brann elfogadta a Le Mans 2 millió eurós ajánlatát, a francia csapatban kezdő lett azonnal. Utolsó szezonjában 21 gólt lőtt.
2011 júniusában ingyen igazolt a UEFA-bajnokok ligája-döntős Monacóhoz.

## Statisztikák
| Szezon   | Klub         | Osztály      | Bajnokság | Bajnokság | Kupa  | Kupa | Ligakupa | Ligakupa | Európa | Európa | Összesen | Összesen |
| Szezon   | Klub         | Osztály      | Meccs     | Gól       | Meccs | Gól  | Meccs    | Gól      | Meccs  | Gól    | Meccs    | Gól      |
| -------- | ------------ | ------------ | --------- | --------- | ----- | ---- | -------- | -------- | ------ | ------ | -------- | -------- |
| 1995     | HamKam       | Tippeligaen  | 17        | 4         | 0     | 0    | —        | —        | —      | —      | 17       | 4        |
| 1996     | HamKam       | Adeccoligaen | 14        | 3         | 0     | 0    | —        | —        | —      | —      | 14       | 3        |
| 1997     | HamKam       | Adeccoligaen | 15        | 5         | 0     | 0    | —        | —        | —      | —      | 15       | 5        |
| 1998     | Brann        | Tippeligaen  | 23        | 6         | 0     | 0    | —        | —        | 2      | 0      | 25       | 6        |
| 1999     | Brann        | Tippeligaen  | 21        | 8         | 0     | 0    | —        | —        | —      | —      | 21       | 8        |
| 2000     | Brann        | Tippeligaen  | 24        | 18        | 2     | 0    | —        | —        | 2      | 1      | 28       | 19       |
| 2001     | Brann        | Tippeligaen  | 23        | 17        | 4     | 3    | —        | —        | 2      | 0      | 29       | 20       |
| 2002     | Brann        | Tippeligaen  | 8         | 5         | 0     | 0    | —        | —        | —      | —      | 8        | 5        |
| 2002–03  | Austria Wien | Bundesliga   | 29        | 6         | 0     | 0    | —        | —        | 4      | 2      | 33       | 8        |
| 2003–04  | Austria Wien | Bundesliga   | 27        | 6         | 0     | 0    | —        | —        | 2      | 0      | 29       | 6        |
| 2004–05  | Austria Wien | Bundesliga   | 3         | 0         | 0     | 0    | —        | —        | —      | —      | 3        | 0        |
| 2004     | Rosenborg    | Tippeligaen  | 5         | 1         | 0     | 0    | —        | —        | 4      | 2      | 9        | 3        |
| 2005     | Rosenborg    | Tippeligaen  | 25        | 13        | 2     | 3    | —        | —        | 8      | 2      | 35       | 18       |
| 2006     | Rosenborg    | Tippeligaen  | 6         | 1         | 0     | 0    | —        | —        | —      | —      | 6        | 1        |
| 2006     | Brann        | Tippeligaen  | 12        | 2         | 1     | 0    | —        | —        | —      | —      | 13       | 2        |
| 2007     | Brann        | Tippeligaen  | 24        | 22        | 2     | 1    | —        | —        | 6      | 1      | 32       | 24       |
| 2008     | Brann        | Tippeligaen  | 12        | 11        | 1     | 2    | —        | —        | 2      | 0      | 15       | 13       |
| 2008–09  | Le Mans      | Ligue 1      | 32        | 10        | 2     | 1    | 1        | 0        | —      | —      | 35       | 11       |
| 2009–10  | Le Mans      | Ligue 1      | 31        | 4         | 1     | 0    | 2        | 0        | —      | —      | 34       | 4        |
| 2010–11  | Le Mans      | Ligue 2      | 35        | 21        | 3     | 1    | 1        | 0        | —      | —      | 39       | 22       |
| 2011–12  | Monaco       | Ligue 2      | 6         | 0         | 1     | 0    | 1        | 0        | —      | —      | 8        | 0        |
| 2012     | Lillestrøm   | Tippeligaen  | 12        | 3         | 0     | 0    | —        | —        | —      | —      | 12       | 3        |
| 2013     | Lillestrøm   | Tippeligaen  | 22        | 5         | 3     | 0    | —        | —        | —      | —      | 25       | 5        |
| Összesen | Összesen     | Összesen     | 426       | 171       | 22    | 11   | 5        | 0        | 32     | 8      | 485      | 190      |

### Góljai a válogatottban
| #  | Dátum               | Helyszín                    | Ellenfél                | Állás | Eredmény  | Kiírás                           |
| -- | ------------------- | --------------------------- | ----------------------- | ----- | --------- | -------------------------------- |
| 1  | 2000. augusztus 16. | Olimpiai Stadion, Helsinki  | Finnország              | 1–3   | Vereség   | Barátságos                       |
| 2  | 2000. október 7.    | Millennium Stadion, Cardiff | Wales                   | 1–1   | Döntetlen | 2002-es világbajnoki selejtező   |
| 3  | 2001. január 24.    | Hong Kong Stadion, Hongkong | Dél-Korea               | 3–2   | Győzelem  | Barátságos                       |
| 4  | 2001. február 28.   | Windsor Park, Belfast       | Észak-Írország          | 4–0   | Győzelem  | Barátságos                       |
| 5  | 2001. február 28.   | Windsor Park, Belfast       | Észak-Írország          | 4–0   | Győzelem  | Barátságos                       |
| 6  | 2003. január 26.    | Sharjah Stadion, Sharjah    | Egyesült Arab Emírségek | 1–1   | Döntetlen | Barátságos                       |
| 7  | 2005. június 28.    | Råsunda Stadion, Solna      | Svédország              | 3–2   | Győzelem  | Barátságos                       |
| 8  | 2005. október 12.   | Ullevaal Stadion, Oslo      | Fehéroroszország        | 1–0   | Győzelem  | 2006-os világbajnoki selejtező   |
| 9  | 2007. június 2.     | Ullevaal Stadion, Oslo      | Málta                   | 4–0   | Győzelem  | 2008-as Európa-bajnoki selejtező |
| 10 | 2009. szeptember 9. | Ullevaal Stadion, Oslo      | Észak-Macedónia         | 2–1   | Győzelem  | 2010-es világbajnoki selejtező   |

## Sikerei, díjai

### Norvégia
- Norvég I. Liga: 2004, 2006 és 2007

#### Egyéni
- Norvég gólkirály: 2000, 2001 és 2007
- Kniksenprisen: Év csatára 2000 és 2007
- Norvég Labdarúgó-szövetség Aranyóra

### Ausztria
- Osztrák Bundesliga: 2003
- Osztrák labdarúgókupa: 2003
- Osztrák labdarúgó-szuperkupa: 2003

## Fordítás
Ez a szócikk részben vagy egészben  a   Thorstein Helstad című angol Wikipédia-szócikk ezen változatának fordításán alapul.  Az eredeti cikk szerkesztőit annak laptörténete sorolja fel. Ez a jelzés csupán a megfogalmazás eredetét és a szerzői jogokat jelzi, nem szolgál a cikkben szereplő információk forrásmegjelöléseként.